# Новосельное (Оренбургская область)
Новосельное— село в  Ташлинском районе Оренбургской области. Входит в Новокаменский сельсовет.

## География
Располагается на расстоянии примерно 18 километров по прямой на север от районного центра села  Ташла. 

## Население
| 2010 |
| ---- |
| 130  |

Постоянное население составляло 168 человек в 2002 году (русские 81%) .